# Guy-Roger Nzeng
Guy-Roger Nzeng (Libreville, Gabón, 30 de mayo de 1970) es un exfutbolista de Gabón que jugaba en la posición de defensa.

## Carrera

### Club
| Periodo   | Club                   |
| --------- | ---------------------- |
| 1989-1991 | Shellsport Port-Gentil |
| 1995-1996 | Orlando Pirates        |
| 1997–1999 | Paniliakos FC          |
| 1999–2000 | Orlando Pirates        |
| 2000–2002 | AmaZulu FC             |
| 2002–2003 | Orlando Pirates        |
| 2004      | TP Akwembe             |
| 2005      | FC 105 Libreville      |
| 2006–2008 | US Oyem                |
| 2008–2009 | CF Mounana             |

### Selección nacional
Debutó con Gabón el 14 de abril de 1991 en la derrota por 1-2 ante Zaire en Kinshasa por la clasificación para la Copa Africana de Naciones de 1992. Su primer gol internacional lo anotó el 16 de enero de 1996 en la derrota por 1-2 ante Liberia en Durban en la Copa Africana de Naciones 1996. Su último partido internacional lo jugó el 18 de junio de 2005 en la victoria por 3-0 ante Ruanda en Libreville por la clasificación de CAF para la Copa Mundial de Fútbol de 2006. Jugó 61 partidos internacionales y anotó dos goles.

## Logros
- Copa Africana de Clubes Campeones (1): 1995
- MTN 8 (2): 1996, 2000
- Vodacom Challenge (1): 1999
- Primera División de Sudáfrica (1): 2000/01